# Комарой
Комаро́й — упразднённый посёлок, располагавшийся на территории Железногорского района Курской области до 1992 года. На момент упразднения входил в состав Андросовского сельсовета.

## География
Располагался в центральной части района на левом берегу реки Речицы между посёлками Холстинка и Бугры. Ближайшие, ныне существующие населённые пункты — посёлки Рынок и Сторж, деревня Остапово.

## История
Основан в начале XX века переселенцами из соседней деревни Остапово. В 1926 году в посёлке было 25 крестьянских хозяйств, проживал 161 человек (73 мужского пола и 88 женского). В то время Комарой входил в состав Веретенинского сельсовета Долбенкинской волости Дмитровского уезда Орловской губернии. С 1928 года в составе Михайловского (ныне Железногорского) района. 12 февраля 1929 года Комарой был передан из Веретенинского сельсовета в новообразованный Остаповский сельсовет, однако вскоре был возвращён в Веретенинский сельсовет. В 1937 году в посёлке было 40 дворов. Во время Великой Отечественной войны, с октября 1941 года по февраль 1943 года, находился в зоне немецко-фашистской оккупации, во время которой был сожжён захватчиками. В 1950—1956 годах в посёлке находилась льговская геолого-разведочная экспедиция, обнаружившая здесь мощный железорудный пласт. Впоследствии недалеко от посёлка началось практическое освоение Михайловского железорудного месторождения. После упразднения Веретенинского сельсовета в 1959 году Комарой был передан в состав Остаповского сельсовета. После упразднения Остаповского сельсовета в 1985 включён в состав Андросовского сельсовета.
Упразднён 9 января 1992 года в связи с отводом земли для отвалов карьера Михайловского горно-обогатительного комбината.

## Население
| 161 | 300 |